# Stone the Crows

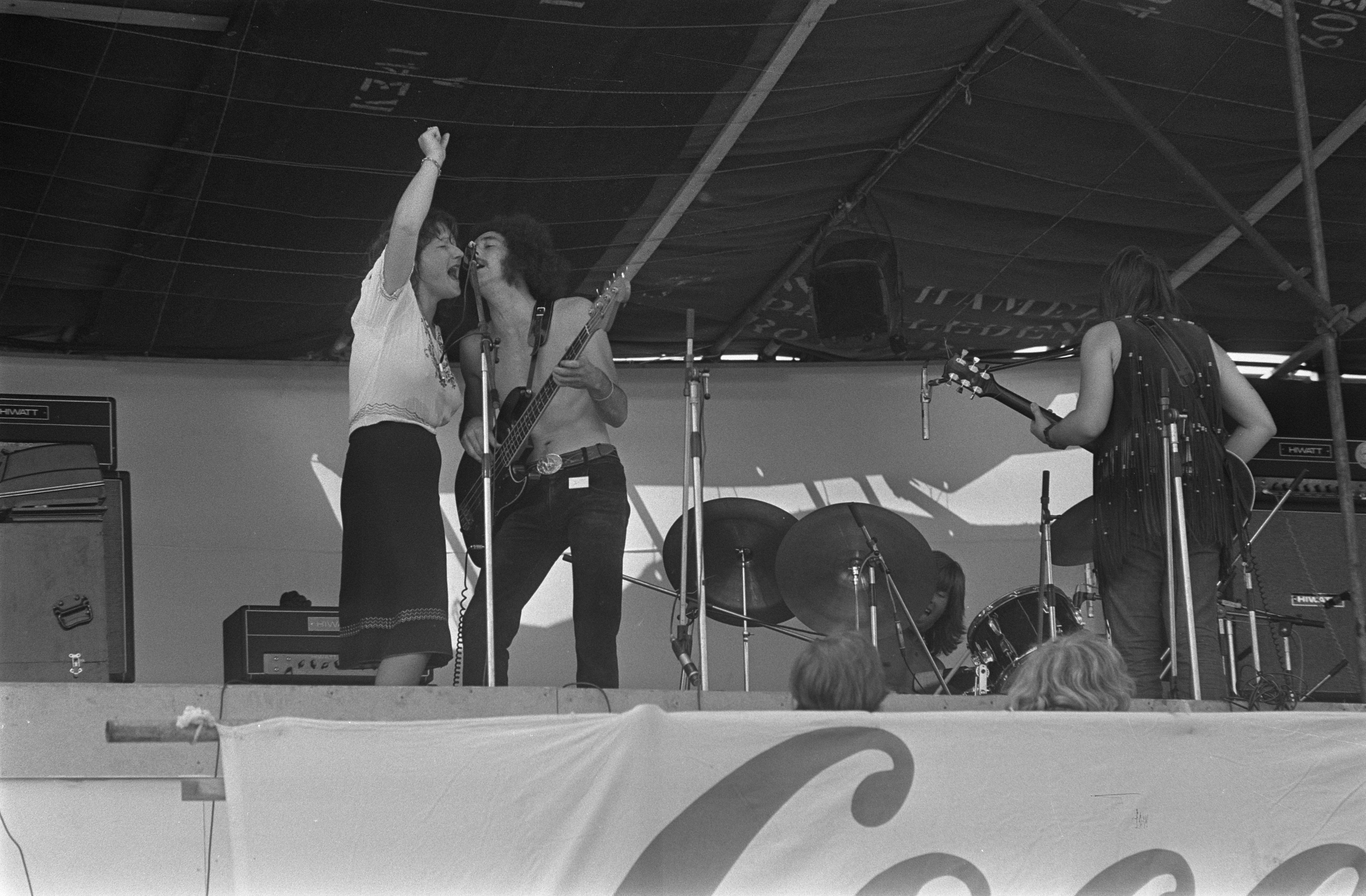
Stone the Crows (Kralingen, 1970)

Stone the Crows was een Britse bluesrock-band, die in 1969 in Glasgow ontstond.
Maggie Bell (zang) en Leslie Harvey (gitaar) hadden als tieners in dezelfde groep gespeeld. Toen zij in 1967 elkaar ontmoetten, beide met hun eigen groep in Duitsland onderweg langs de Amerikaanse kazernes, werd de basis gelegd van een nieuwe samenwerking. In 1968 richtten ze de groep Power op, aangevuld met John McGinnis (keyboard) en Jimmy Dewar (basgitaar, zang). Ze waren succesvol in de regio Glasgow.
Ze trokken de aandacht van manager Mark London. Samen met Peter Grant, manager van Led Zeppelin, nam hij het management van de groep in handen. Colin Allen kwam erbij als drummer, en de naam werd gewijzigd in Stone the Crows. De naam komt van een uitroep van Peter Grant toen hij de groep voor de eerste keer hoorde; het is een Cockney-uitdrukking voor ongeloof of ergernis over ongemak dat je hebt veroorzaakt
Stone the Crows trad op 26 juni 1970 op tijdens het Kralingen popfestival.
Na de albums Stone the Crows en Ode to John Law, beide uit 1970, werd Steve Thompson de nieuwe basgitarist en Ronnie Leahy de nieuwe keyboardspeler.
Het derde album: Teenage Licks uit 1971 bracht de grote doorbraak. Ze waren een top-act op rockfestivals. 
Bij de voorbereiding van een optreden in Swansea in 1972 werd Leslie Harvey geëlektrocuteerd, hij overleed op weg naar het ziekenhuis.
Steve Howe van Yes verving hem in eerste instantie, maar uiteindelijk werd Jimmy McCulloch zijn opvolger op gitaar.
Op het vierde album Ontinuous Performance zijn zowel opnames met Harvey als met McCulloch op gitaar te horen.
In 1973 viel de groep uiteen: McCullogh ging naar Paul McCartney's Wings, Allen naar Focus en Maggie Bell begon een solocarrière.